# Simone Schumann
Simone Schumann (ur. 19 września 1965) – niemiecka lekkoatletka specjalizująca się w biegach sprinterskich. Reprezentowała Niemiecką Republikę Demokratyczną. 
Na arenie międzynarodowej odniosła następujące sukcesy:
| Rok  | Miejsce   | Zawody                      | Konkurencja                      | Pozycja     | Wynik       |
| ---- | --------- | --------------------------- | -------------------------------- | ----------- | ----------- |
| 1983 | Schwechat | mistrzostwa Europy juniorów | bieg na 200 m sztafeta 4 × 100 m | złoty medal | 23,04 44,12 |

Srebrna medalistka mistrzostw NRD w sztafecie 4 × 100 m (1983).
Rekordy życiowe: 
- stadion

- bieg na 100 m – 11,70 (25 sierpnia 1983, Schwechat)
- bieg na 200 m – 23,04 (28 sierpnia 1983, Schwechat)
- sztafeta 4 × 100 m – 44,12 (28 sierpnia 1983, Schwechat)